# マンソリー・チョップスター
マンソリー・チョップスター (Mansory Chopster) は、ドイツの自動車チューニングメーカーであるマンソリー社が、ポルシェ・カイエンをベースに開発した自動車である。
ボディの多くの部分が、圧力釜によって高温・高圧で焼成されたカーボンFRPで構成され、車両重量の軽量化が行われている。エアインテークの開口面積が拡大されたほか、車幅が80mm拡大、全高は60mm下げられている。